# گئورگی ولادیموف
گئورگی نیکُلایُویچ ولادیموف (به روسی: Гео́ргий Никола́евич Влади́мов) (۱۹ فوریه ۱۹۳۱ — ۱۹ اکتبر ۲۰۰۳) نویسنده، ویراستار، و مخالف سیاسی روسی بود.

## زندگی‌نامه
ولادیموف در خارکف اوکراین از مادری یهودی و پدری لهستانی–بلاروسی به‌دنیا آمد. ولادیموف در دههٔ ۱۹۷۰ میلادی با رمان روسلان وفادار که در دههٔ ۱۹۶۰ میلادی نوشته شده بود به شهرت رسید. این کتاب نخستین بار در ۱۹۷۵ میلادی در آلمان و در ۱۹۷۹ میلادی با ترجمهٔ انگلیسی منتشر شد.
ولادیموف در ۱۹۶۱ میلادی به اتحاد نویسندگان شوروی پیوست. در ۱۹۷۷ میلادی به رهبری شعبهٔ عفو بین‌الملل در مسکو درآمد. در ۱۹۸۳ به دلیل دشوار بودن فعالیت فرهنگی در شوروی، به آلمان غربی مهاجرت کرد و شهروند آلمان شد. و تا آخر عمر در آلمان به‌سر برد.
در سال ۲۰۰۰ گورباچف شهروندی ولادیموف و بیش از بیست شخصیت فرهنگی و علمی دیگر در تبعید روسیه را به آن‌ها بازگرداند.
ولادیموف در ۱۹ اکتبر ۲۰۰۳ در فرانکفورت درگذشت و در نزدیکی مسکو به خاک سپرده شد.

## کتاب‌ها
- سنگ معدن بزرگ (۱۹۶۱)
- سه دقیقه سکوت (۱۹۶۹)
- روسلان وفادار (۱۹۷۵)
- ششمین سرباز (۱۹۸۱)
- توجه نکن، استاد (۱۹۸۳)
- ژنرال و ارتشش (۱۹۹۴)